# Ivo Laghi
Ivo Laghi (Lagonegro, 14 giugno 1929 – Roma, 16 luglio 2006) è stato un sindacalista, giornalista e scrittore italiano, dal 1977 al 1990 Segretario Generale della CISNAL e successivamente Presidente onorario della stessa.

## Biografia
Dedicatosi fin da giovane alla causa dei lavoratori, ha militato fin da studente nelle file della CISNAL.
È stato segretario della Unione Provinciale del Lavoro CISNAL di Perugia dal 1958 al 1962, e direttore provinciale dell’ENAS, l’ente di patronato della CISNAL. Nel 1970 venne nominato Direttore Generale dell’ENAS. Conservò l’incarico fino al 1979, ristrutturando profondamente il patronato e ampliandolo a livello nazionale e internazionale, con l'apertura di sedi in tutte le province italiane e in varie città estere dove rilevante era la presenza di lavoratori italiani.
Nel 1977 – dopo una lunga lotta interna iniziata nel 1975 quando l’allora segretario generale, Gianni Roberti, aderì al gruppo di scissionisti del Movimento Sociale Italiano che diedero vita a Democrazia Nazionale e dovette dimettersi – Laghi venne eletto Segretario Generale della Confederazione, in un riunificante Comitato Centrale del sindacato.
L’arrivo di Laghi dette un forte slancio alla Confederazione che, mediante una profonda riorganizzazione interna, dette ampio spazio alle categorie e alle strutture confederali territoriali. Nei primi mesi del 1980 Laghi siglò un patto d’unità di azione con il segretario del Movimento Sociale, Giorgio Almirante, che tuttavia sanciva l’autonomia della CISNAL dal MSI.
Sempre nel 1980 la CISNAL celebrò un congresso confederale in cui Laghi fu riconfermato all’unanimità segretario generale; ma soprattutto in quel congresso Laghi propose la nuova linea della CISNAL, che vedeva il sindacato in prima linea e scendere in piazza contro le politiche dei governi di centro-sinistra e contro gli accordi che le altre confederazioni CGIL, CISL e UIL siglavano con le associazioni datoriali, a cominciare da Confindustria. Iniziò allora il rilancio di un sindacato fino ad allora tenuto ai margini in quanto considerato “fascista”.
Laghi fu riconfermato Segretario del sindacato anche nell'VIII congresso, celebrato sempre a Roma nel maggio del 1987. Nel 1990 decise di dimettersi per lasciare spazio ai giovani: il Comitato Centrale della CISNAL lo elesse per acclamazione Presidente onorario del sindacato. È stato membro del CNEL e direttore dei periodici della CISNAL: il settimanale La Meta Sociale e il mensile culturale Pagine Libere. Ha inoltre scritto diversi libri e saggi.
È morto nel 2006 dopo una breve malattia.

## Opere
- Corridoni, Terzo Millennio, 1989.
- La rivoluzione sociale del primo sindacalismo. Antologia del sindacalismo rivoluzionario, Terzo Millennio, 1990.
- I Fasci siciliani, Centro Alfa, 1995.
- La partecipazione nel mondo, Dino Editore, 1997.